# Rubus ghanakantae
Rubus ghanakantae är en rosväxtart som beskrevs av Rolla Rao och Joseph. Rubus ghanakantae ingår i släktet rubusar, och familjen rosväxter. Inga underarter finns listade i Catalogue of Life.